# تیزخراب (ارومیه)
تیزخَراب، روستایی است از توابع بخش مرکزی شهرستان ارومیه و در شهرستان ارومیه استان آذربایجان غربی ایران.

## جمعیت
این روستا در دهستان ترکمان قرار داشته و بر اساس سرشماری سال ۱۳۸۵ جمعیت آن ۲۶۲ نفر (۷۶ خانوار)
بوده‌است.